# العلاقات البرازيلية الليختنشتانية
العلاقات البرازيلية الليختنشتانية هي العلاقات الثنائية التي تجمع بين البرازيل وليختنشتاين.

## مقارنة بين البلدين
هذه مقارنة عامة ومرجعية للدولتين:
| وجه المقارنة                                              | البرازيل | ليختنشتاين                                 |
| --------------------------------------------------------- | --- | ------------------------------------------ |
| المساحة (كم2)                                             | 8.52 مليون | 16                                         |
| عدد السكان (نسمة)                                         | 202.66 مليون | 37.47 ألف                                  |
| الكثافة السكانية (ن./كم²)                                 | 23.79 | 234.19 ألف                                 |
| العاصمة                                                   | برازيليا، ريو دي جانيرو | فادوتس                                     |
| اللغة الرسمية                                             | برتغالية برازيلية، Brazilian Sign Language ‏ | اللغة الألمانية                            |
| العملة                                                    | ريال برازيلي، كروزيرو ريال برازيلي ‏، كروزيرو البرازيلية (1990–1993)، البرازيلي كروزادو نوفو، كروزادو برازيلي، cruzeiro ‏، كروزيرو البرازيلية (1942–1967)، الريال البرازيلي (قديم) | فرنك سويسري                                |
| الناتج المحلي الإجمالي (بليون دولار)                      | 2.06 تريليون | 6.29 مليار                                 |
| الناتج المحلي الإجمالي (تعادل القوة الشرائية) بليون دولار | 3.22 تريليون |                                            |
| الناتج المحلي الإجمالي الاسمي للفرد دولار أمريكي          | 8.54 ألف |                                            |
| الناتج المحلي الإجمالي للفرد دولار أمريكي                 | 15.89 ألف |                                            |
| مؤشر التنمية البشرية                                      | 0.754 | 0.908                                      |
| رمز المكالمات الدولي                                      | +55 | +423                                       |
| رمز الإنترنت                                              | .br | .li                                        |
| المنطقة الزمنية                                           | | توقيت وسط أوروبا، ت ع م+01:00، ت ع م+02:00 |

## منظمات دولية مشتركة
يشترك البلدان في عضوية مجموعة من المنظمات الدولية، منها:
| علم المنظمة | اسم المنظمة                   | تاريخ انضمام البرازيل | تاريخ انضمام ليختنشتاين |
| ----------- | ----------------------------- | --------------------- | ----------------------- |
|             | الاتحاد البريدي العالمي       | ?                     | ?                       |
|             | الاتحاد الدولي للاتصالات      | 4 يوليو 1877          | 25 يوليو 1963           |
|             | منظمة حظر الأسلحة الكيميائية  | ?                     | ?                       |
|             | منظمة التجارة العالمية        | ?                     | ?                       |
|             | المحكمة الجنائية الدولية      | ?                     | ?                       |
|             | منظمة الشرطة الجنائية الدولية | ?                     | ?                       |
|             | الأمم المتحدة                 | 24 أكتوبر 1945        | 18 سبتمبر 1990          |

## وصلات خارجية
- موقع وزارة الخارجية البرازيلية